# Tjoeleni-eilanden
De Tjoeleni-eilanden (Russisch: Тюленьи острова; Tjoeleni ostrova; "robbeneilanden" of "zeehondeneilanden") of Tüledi Araldary is een groep van vijf laaggelegen en kleine eilanden in het noordoosten van de Kaspische Zee, aan de monding van de Golf van Mangysjlak, ten westen van het gelijknamige schiereiland Mangysjlak, op ongeveer 13 kilometer ten noordwesten van het schiereiland Tupqaraghan (Түпқараған) en op ongeveer 27 kilometer ten noorden van Fort-Sjevtsjenko (Форт-Шевченко). Bestuurlijk gezien behoren ze tot de Kazachse oblast Mañğıstaw. De eilanden bestaan uit zand met op plekken kleirotsen en zijn begroeid met halfwoestijnvegetatie. De eilanden hebben een totale oppervlakte van 130 km², waarvan het hoofdeiland Qulaly (Құлалы) met 68 km² verreweg het grootste is.

## Eilanden
De groep bestaat uit de volgende eilanden:
- Koelaly (Kulaly-Aral; 68 km²) - meest westelijke en langste eiland; 25 kilometer van noord naar zuid. Het eiland heeft een licht onregelmatige vorm en bevat een aantal bochten en schiereilanden. Op het eiland bevindt zich een weerstation, een vuurtoren en een Kazachse grenspost. Het is daarmee het enige van de vijf eilanden dat bewoond is. Het oppervlak van het eiland is droog, op de moerassige stukken na, die bedekt zijn met riet;
- Morskoj (Morskoj Aral) een eiland ten oosten van Koelaly, dat qua oppervlakte het tweede eiland van de groep is met een lengte van 19 kilometer en een maximale breedte van 7 kilometer. Het eiland bestaat grotendeels uit drasland.
- Rybatsji (vroeger Svjatoj) - een lang en smal eiland ten zuiden van Morskoj.
- Podgorny (16,5 km²) - gelegen ten noordoosten van Rybatsji
- Novy - oostelijkste eiland, gelegen tussen Podgorny en het vasteland. Erg grillig van vorm.

## Ecologie
Op het eiland Koelaly (aan de lijzijde) en de veel lager gelegen en drassige overige eilanden groeit riet. Veel Kaspische zeehonden komen aan land op de eilanden. De eilanden vormen een IBA en een nationaal beschermingsgebied. Op de Tjoeleni-eilanden bevinden zich grote kolonies meeuwen en draslandvogels, zoals meerkoeten, eenden, zwanen, reigers, en steltlopers. Het vormt tevens een belangrijk nestelgebied van grote sterns.

## Geschiedenis
In de zomer van 1667 vluchtten ongeveer 200 aanhangers van Stepan Razin vanuit de plaats Goerjev (nu Atıraw) naar het eiland Koelaly. Vervolgens werden vanuit Astrachan 2.690 streltsy (met name uit Moskou, Saratov en Samara), ondersteund door artillerie in 40 stroegen, naar het eiland gestuurd. Op 15 september 1667 begon de bestorming van de versterkte kozakkennederzetting van de opstandelingen op het eiland, uitmondend in een groot gevecht. De kozakken zouden een wanhopige strijd hebben gevoerd, wetende dat ze nergens heen konden en ze niet op genade van de overheid hoefden te rekenen.
Begin 20e eeuw bevonden zich zeehondenjagers op Koelaly en bevonden zich gebouwen voor de opslag van zeehondenolie in het noorden van het eiland.